# Max Cleland
Pour les articles homonymes, voir Cleland.
Joseph Maxwell Cleland, dit Max Cleland, est un homme politique américain, né le 24 août 1942 à Atlanta et mort dans la même ville le 9 novembre 2021. Membre du Parti démocrate, il est notamment sénateur des États-Unis pour la Géorgie de 1997 à 2003.

## Biographie

### Jeunesse, armée et débuts en politique

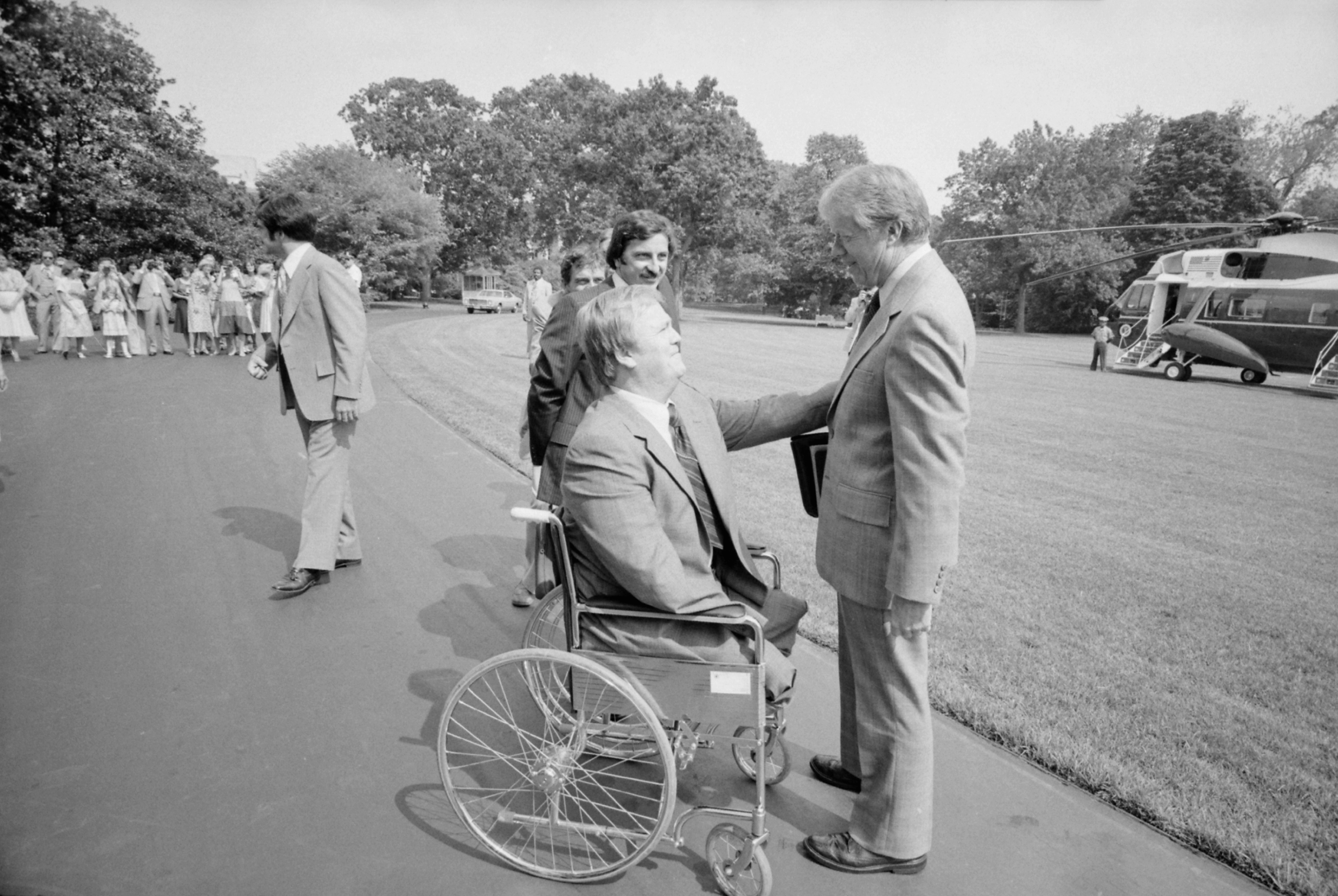
Max Cleland et Jimmy Carter en 1978.

Max Cleland grandit à Lithonia. Il est diplômé de l'université Stetson (en) en 1964 et de l'université Emory en 1968
.
Capitaine de l'armée de terre américaine de 1965 à 1968, il sert à deux reprises au Viêt Nam. Touché par une grenade, il perd ses deux jambes et son bras droit. Après 18 mois de rééducation, il retourne en Géorgie en juin 1969.
En 1970, il devient le plus jeune sénateur du Sénat de Géorgie. Candidat malheureux au poste de lieutenant-gouverneur de Géorgie, il quitte son mandat de sénateur en 1975. Après avoir travaillé pour la commission sénatoriale sur les vétérans, il est nommé en 1977 par Jimmy Carter à la tête de l'Administration des Anciens combattants,. Il est élu secrétaire d'État de Géorgie en 1982, poste auquel il est facilement réélu jusqu'en 1996.

### Sénateur des États-Unis
Cleland est candidat au Sénat des États-Unis aux élections de novembre 1996. Il remporte de justesse l'élection face au millionnaire républicain Guy Millner, qui dépense deux fois plus d'argent que lui. Durant son mandat, il vote les baisses d'impôts de George W. Bush et pour la guerre d'Irak, qu'il qualifie par la suite de sa plus grosse erreur au Sénat.
Candidat à sa réélection en 2002, il est considéré comme en danger ayant voté à 80 % avec ses collègues démocrates dans un État de plus en plus favorable aux républicains. La campagne est jugée brutale, notamment après la diffusion d'une publicité où les républicains critiquent le manque de patriotisme de Cleland (qui a perdu trois membres à la guerre) tout en diffusant des images d'Oussama ben Laden et Saddam Hussein,. Il est battu par Saxby Chambliss (53 % des voix contre 46 %).

### Après le Sénat
Après sa défaite, l'ancien sénateur connaît des mois difficiles où son stress post-traumatique refait surface.
À la suite des attentats du 11 septembre 2001, Cleland est nommé membre de la commission nationale sur les attaques terroristes contre les États-Unis. Il démissionne de cette commission, accusant le gouvernement Bush de cacher des preuves.
Durant l'élection présidentielle américaine de 2004, il fait activement campagne pour John Kerry, également vétéran du Viêt Nam. Il devient par la suite lobbyiste pour des sociétés spécialisées dans la régénération des tissus.
En 2008, après l'élection de Barack Obama, son nom est évoqué pour être secrétaire aux Anciens combattants ou un autre poste au département de la Défense. En juin 2009, il est finalement nommé secrétaire de l'American Battle Monuments Commission (ABMC).